# 淀川橋梁 (おおさか東線)
淀川橋梁（よどがわきょうりょう）は、大阪府大阪市東淀川区東淡路1丁目と都島区大東町3丁目を結び、淀川に架かる、西日本旅客鉄道（JR西日本）おおさか東線の鉄道橋である。通称は赤川鉄橋、地元では「じゅうはちもんてっきょう」、「あかがわのてっきょう」とも呼ぶ。

## 概要
本橋は城東貨物線の建設に伴い1929年（昭和4年）に架橋された。架橋当時より複線幅で建設されていたが、当面の輸送量にかんがみて下流側のみ線路が敷設され単線で運行されていた。
余った上流側のスペースは大阪市が借り受けて大阪市道（その後1990年（平成2年）4月に大阪府道803号旭西淀川自転車道線へ昇格）の赤川仮橋（あかがわかりばし）と呼ばれる木造の歩道部分を設置し、2013年（平成25年）10月31日まで鉄道道路併用橋として使用されていた。淀川橋梁は第二次世界大戦の戦火を耐え抜き、赤川仮橋は地域住民の生活道路となっていた。
この赤川仮橋からは、淀川に生息する野鳥やヨシが茂るワンドの様子が、河岸からとは別の角度から観察できるなど、独特の景色を楽しむことができた。また、21世紀に入ってから床部分に鉄板を敷く改修を行うなどしたことで、地域住民から「歩きやすくなった」等と高評価を受けていた。
2019年（平成31年）春のおおさか東線（新大阪駅 - 放出駅間）の開業に向けて、本橋を含む城東貨物線は複線化されることとなり、2013年（平成25年）10月31日限りで歩道部分は閉鎖された。一つの橋に鉄道橋と人道橋の二面を併せ持つ珍しい風景は地域住民から長らく愛されてきたが、惜しまれつつその幕を閉じることとなった。
複線化の工程は、橋梁の老朽化が進んでいるので歩道部分に新しい線路を敷設し、現在線をこちらに切り替えてから従来の線路を再整備する形となった。かつて計画されていた代替の人道橋の架設予定は大阪市の財政難などにより中止されたため、閉鎖後は上流約930 mの地点にある菅原城北大橋に迂回する必要がある。
橋脚の一部には第二次大戦中P-51マスタングの機銃掃射よる弾痕の痕跡などが残されている他、たもと付近にはB-29の空襲による被弾によって発生したクレーターなどが池となった通称爆弾池がワンドの一部となって残されている。
現在は蒼白色であるがかつては赤褐色（いわゆる錆止め色）だった。
橋の北側、JR淡路方面には亀岡街道踏切が設置されていたが道路の付け替えにより2018年（平成30）9月1日午前11時をもって廃止となった。踏切の廃止後は立体交差化され、おおさか東線が道路をオーバーパスする形に変更された。
架橋から90年たった2019年（平成31年）3月16日、おおさか東線（北区間）の開通に伴い旅客営業線としての供用が開始された。

## 諸元
- 形式 複線下路ワーレントラス
- 橋長 610.739m（延長597m・幅8m50cm：東淀川区史による）
- 径間 31.619m
- 橋脚中心間隔 34.058m
- 径間数 18連
- 完成 1929年（昭和4年）[2]3月15日
- 設計 鉄道省

## ギャラリー

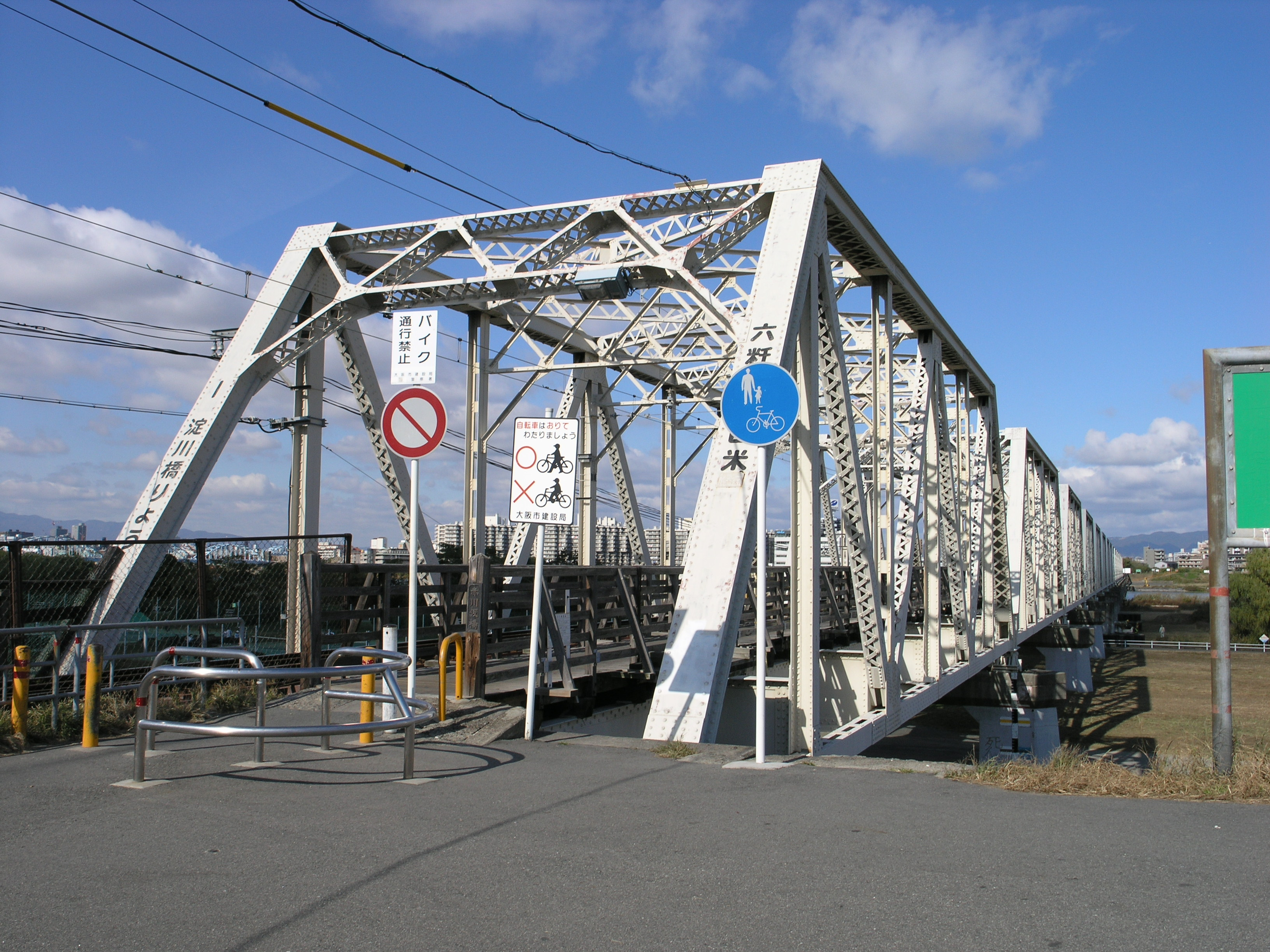
淀川橋梁（2008年11月）
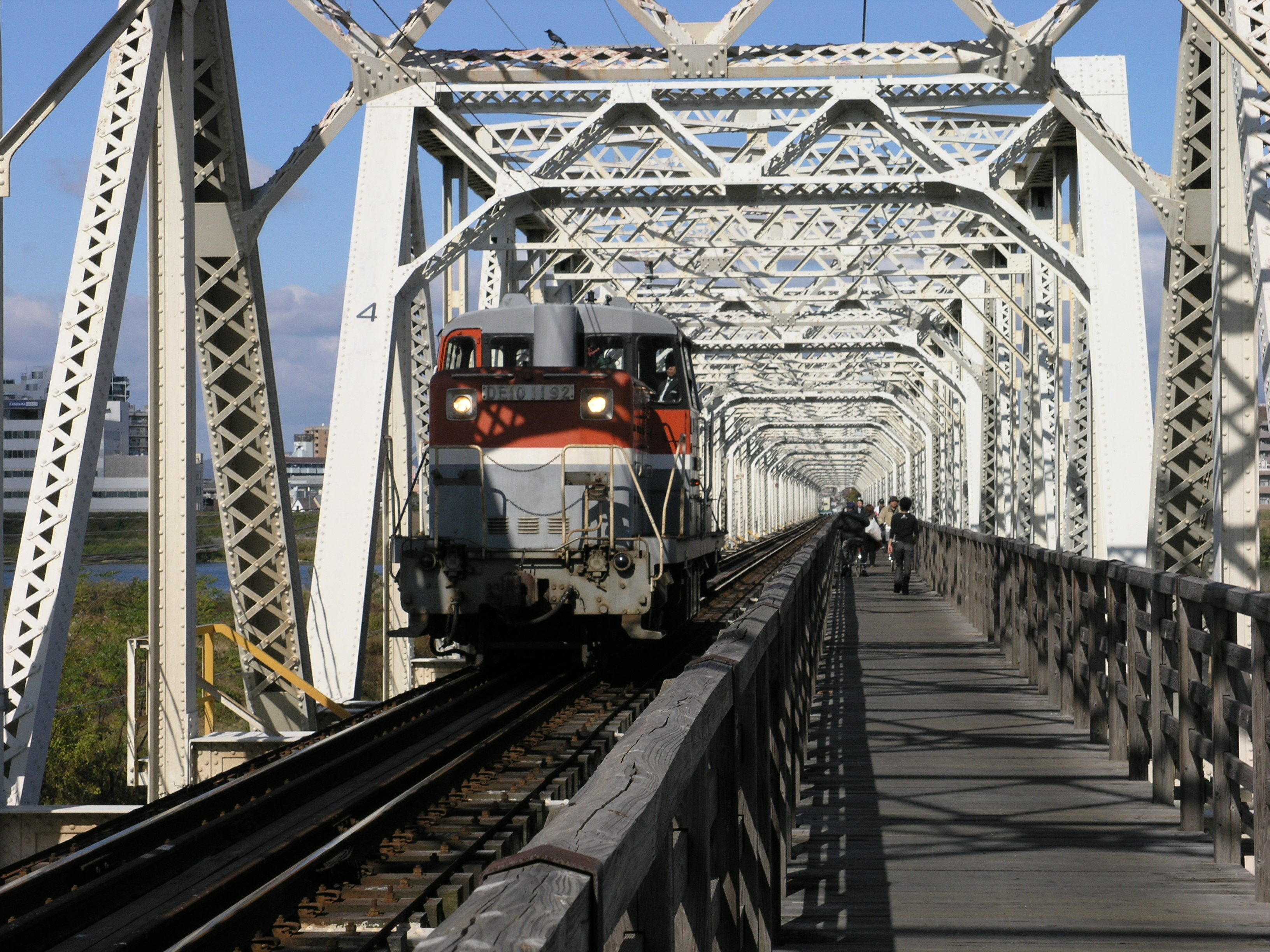
淀川橋梁（2008年11月）
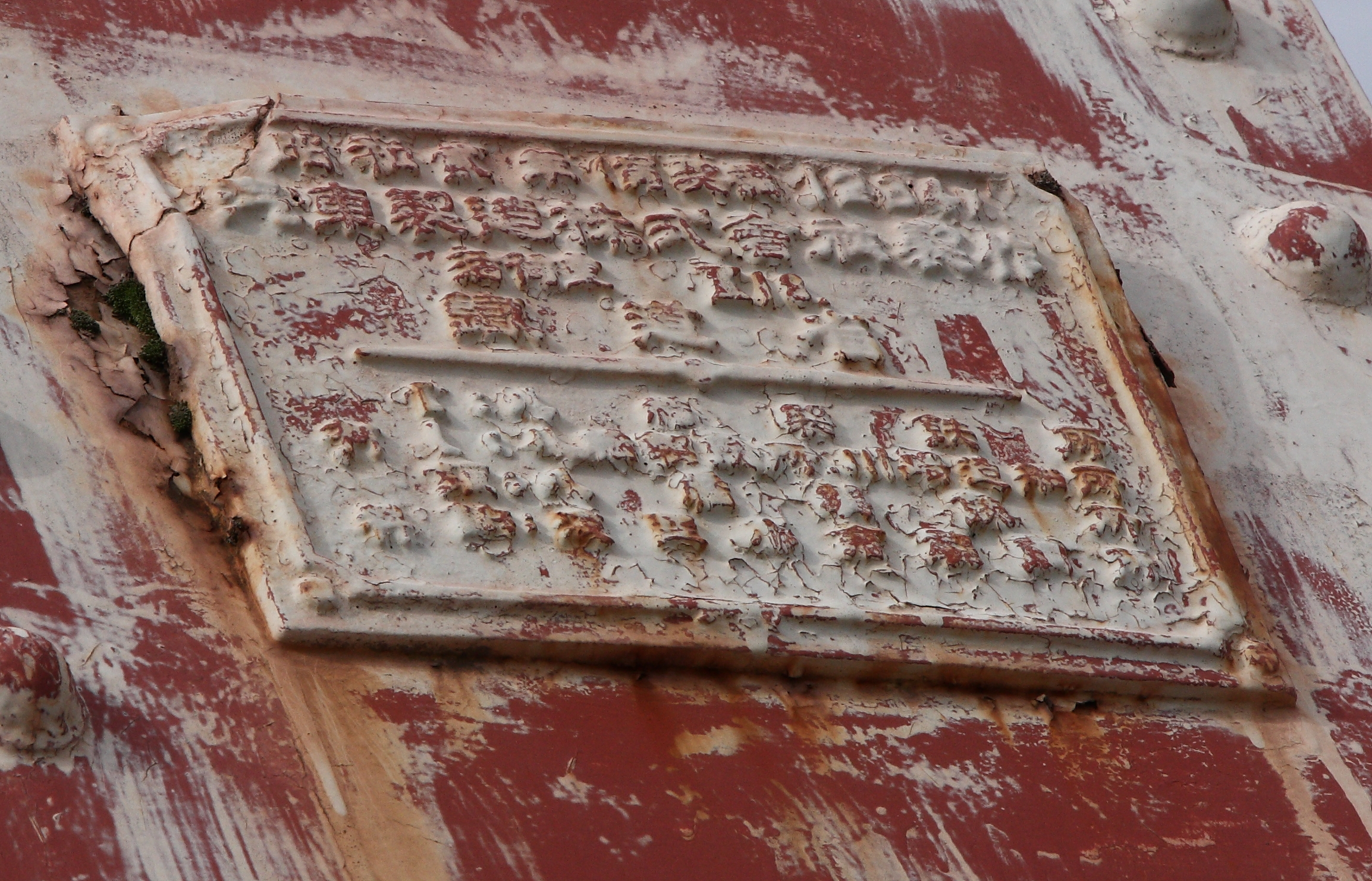
鐡道省の文字が見られる橋銘板（2012年3月）
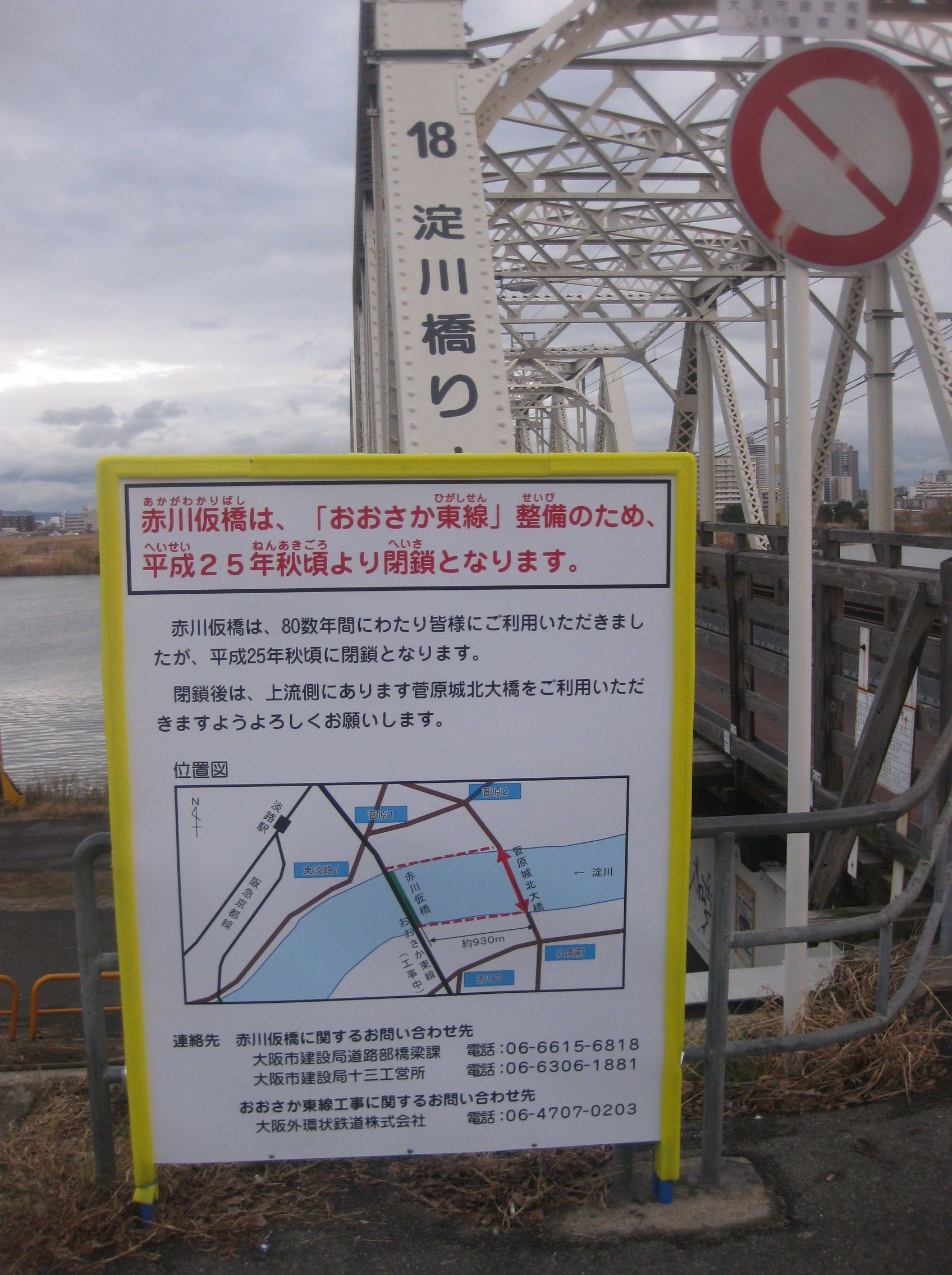
東淀川区側に立てられた閉鎖予告の看板（2012年12月）
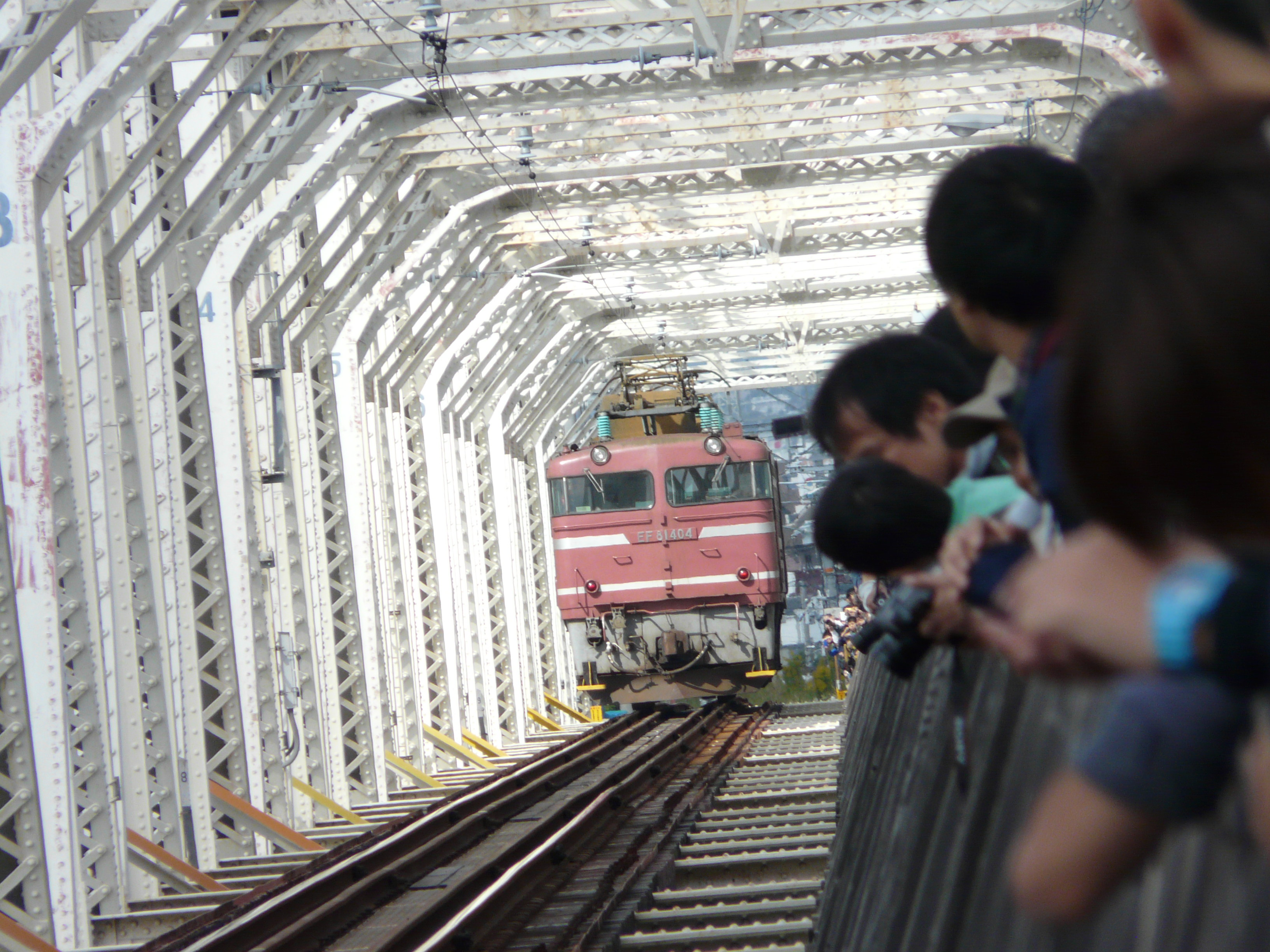
廃止を受けて多くの鉄道ファンが集まった淀川橋梁。（2013年10月）
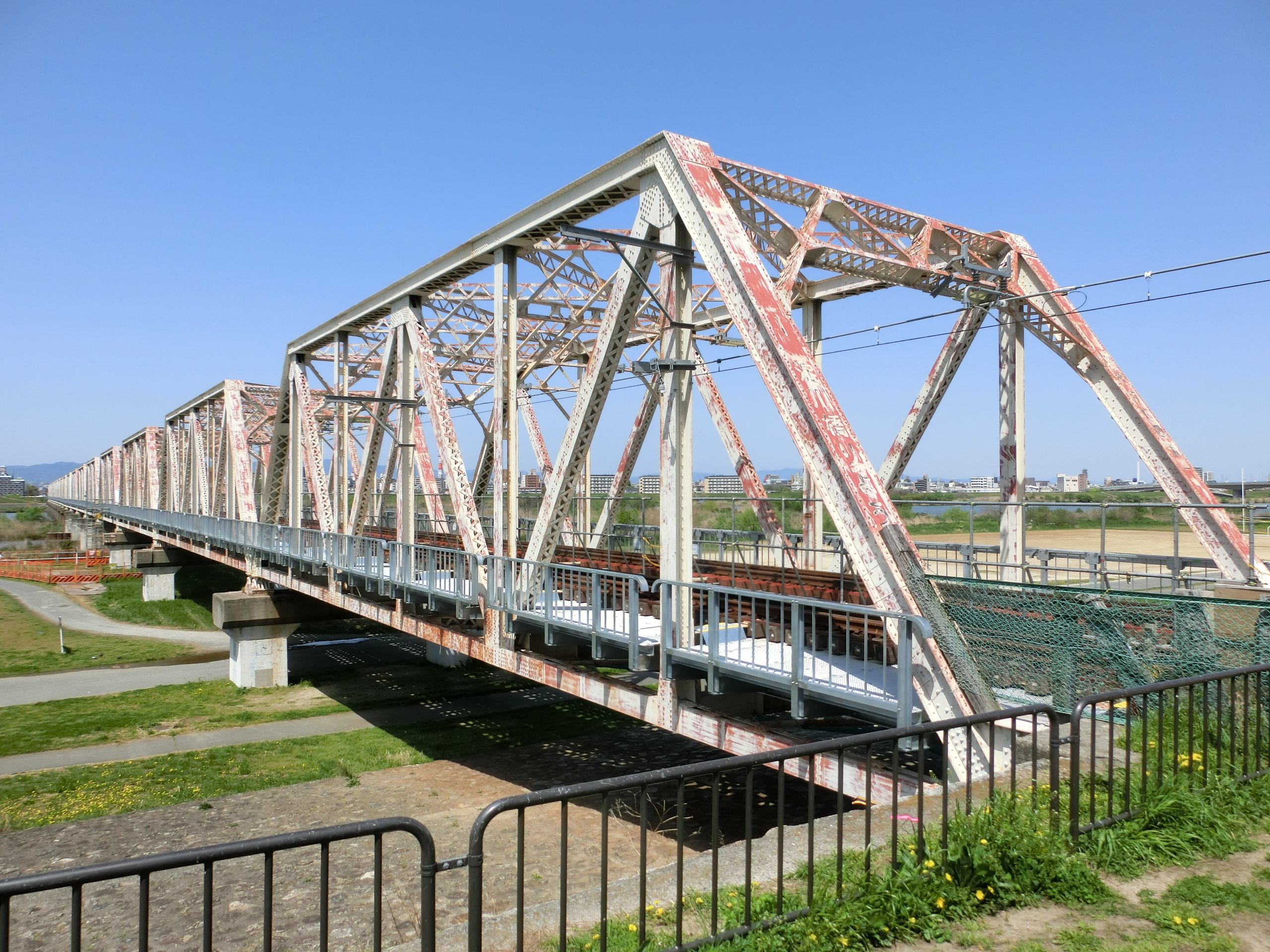
複線化工事中の淀川橋梁。（2016年4月）
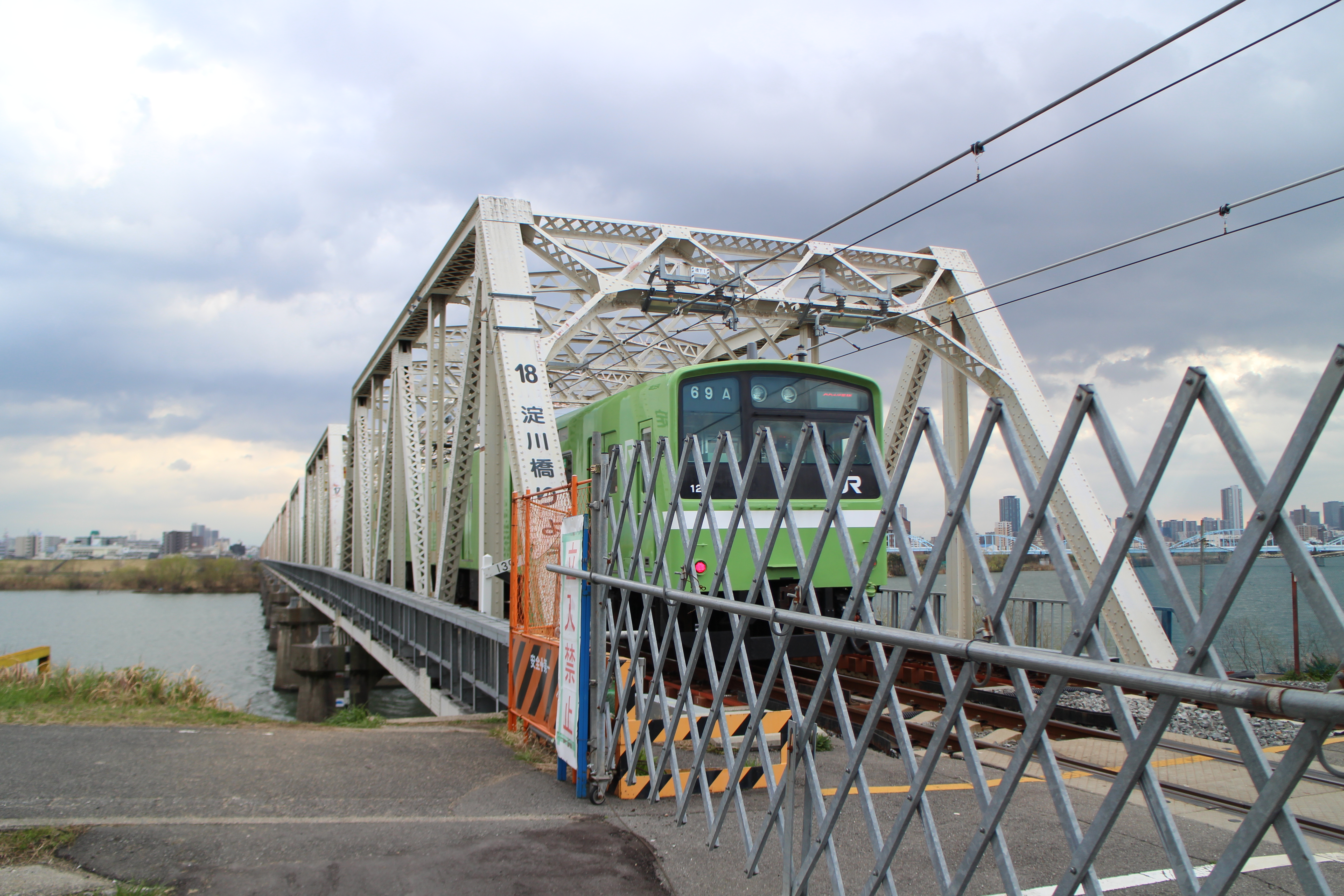
おおさか東線開業後の淀川橋梁。（2019年3月）
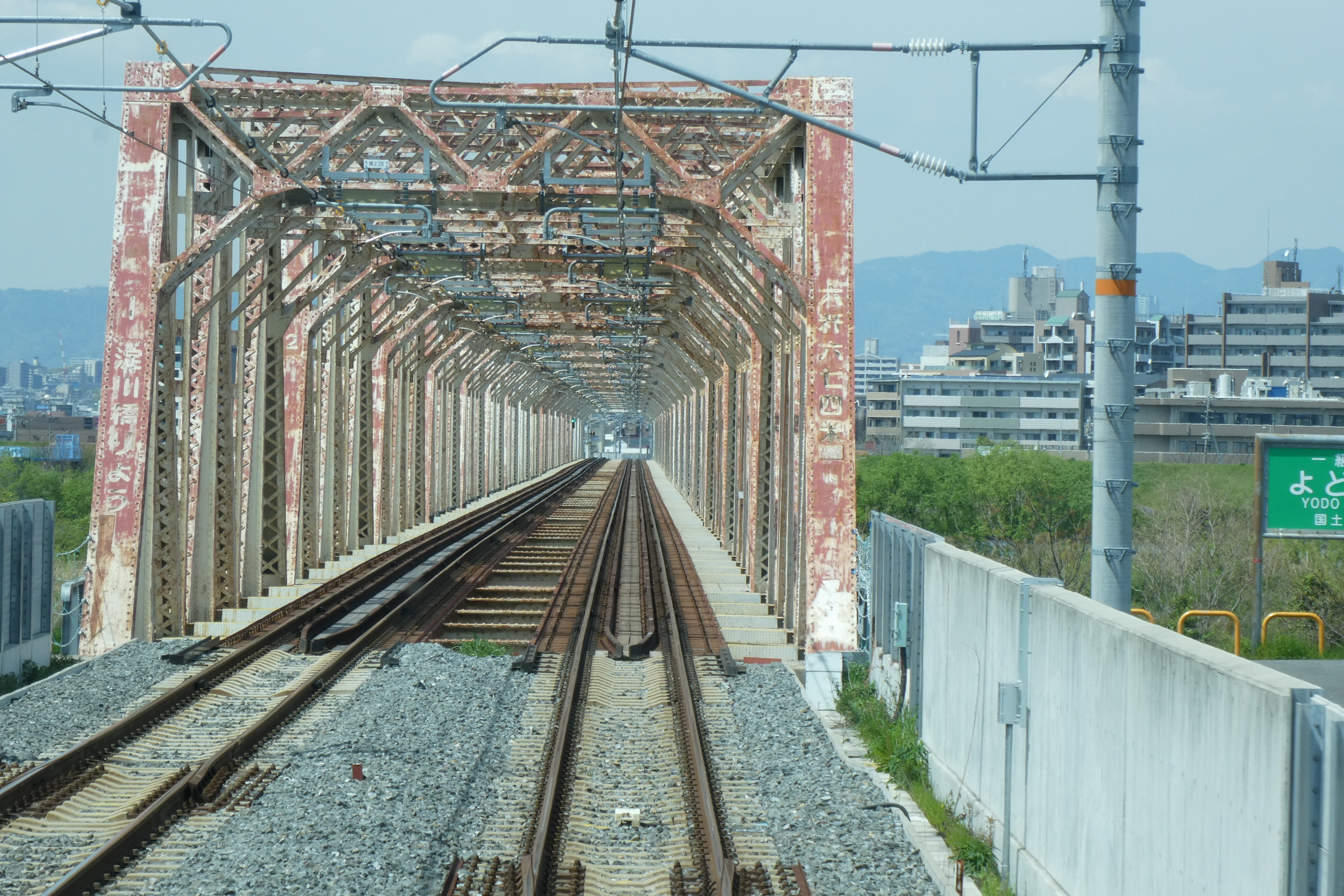
淀川橋梁（2019年4月）

## 赤川鉄橋が舞台として登場した作品
- NHK連続テレビ小説 『やんちゃくれ』[2]
- NHK連続テレビ小説 『まんてん』[2]
- NHK土曜ドラマ『不惑のスクラム』
- GARNET CROW『忘れ咲き』PV

## アクセス
- 阪急電鉄（京都本線・千里線）淡路駅徒歩約15分 - 橋梁に至るまでは細やかな生活道路が多い。
- 大阪シティバス
  - 37号系統・93号系統 東淡路一丁目停留所 徒歩5分